# Prima Categoria Calabria 1966-1967
Il campionato di calcio di Prima Categoria 1966-1967 è stato il V livello del campionato italiano. A carattere regionale, fu l'ottavo campionato dilettantistico con questo nome dopo la riforma voluta da Zauli del 1958.
Questi sono i gironi organizzati della regione Calabria.

## Girone A

### Squadre partecipanti
| Squadra                    | Città (provincia)          | Stagione precedente |
| -------------------------- | -------------------------- | ------------------- |
| A.C.L.I. Paola             | Paola (CS)                 |                     |
| S.S. Acri                  | Acri (CS)                  |                     |
| Soc. La Sportiva Cariatese | Cariati (CS)               |                     |
| U.S. Castrovillari         | Castrovillari (CS)         |                     |
| A.S. Corigliano            | Corigliano Calabro (CS)    |                     |
| A.C. Emilio Morrone        | Cosenza                    |                     |
| O.F.A.M. Crotone           | Crotone (CZ)               |                     |
| U.S. Praia                 | Praia a Mare (CS)          |                     |
| Pol. Rossanese             | Rossano (CS)               |                     |
| S.C. Sambiase              | Sambiase (CZ)              |                     |
| Pol. Sandemetrese          | San Demetrio Corone (CS)   |                     |
| Pol. San Lucido            | San Lucido (CS)            |                     |
| U.S. Schiavonea            | Corigliano Calabro (CS)    |                     |
| S.S. La Silana             | San Giovanni in Fiore (CS) |                     |
| U.S. Soverato              | Soverato (CZ)              |                     |
| S.S. Trebisacce            | Trebisacce (CS)            |                     |

### Classifica
|  | Pos. | Squadra               | Pt | G  | V  | N  | P  | GF | GS | DR  |
|  | ---- | --------------------- | -- | -- | -- | -- | -- | -- | -- | --- |
|  | 1.   | Morrone Cosenza       | 50 | 30 | 22 | 4  | 4  | 68 | 21 | +47 |
|  | 2.   | Corigliano            | 49 | 30 | 24 | 3  | 3  | 70 | 20 | +50 |
|  | 3.   | Silana                | 37 | 30 | 14 | 9  | 7  | 53 | 27 | +26 |
|  | 3.   | Rossanese             | 37 | 30 | 15 | 7  | 8  | 48 | 31 | +17 |
|  | 3.   | Sandemetrese          | 37 | 30 | 13 | 11 | 6  | 47 | 32 | +15 |
|  | 6.   | Castrovillari (-1)    | 31 | 30 | 11 | 10 | 9  | 39 | 28 | +11 |
|  | 7.   | Trebisacce            | 29 | 30 | 9  | 11 | 10 | 46 | 32 | +14 |
|  | 8.   | Corigliano Schiavonea | 28 | 30 | 10 | 8  | 12 | 35 | 46 | -11 |
|  | 9.   | San Lucido            | 25 | 30 | 9  | 7  | 14 | 30 | 47 | -17 |
|  | 9.   | Soverato              | 25 | 30 | 8  | 9  | 13 | 37 | 57 | -20 |
|  | 11.  | Acri                  | 24 | 30 | 10 | 4  | 16 | 35 | 35 | 0   |
|  | 11.  | Sambiase              | 24 | 30 | 8  | 8  | 14 | 27 | 49 | -22 |
|  | 13.  | Praia (-2)            | 22 | 30 | 9  | 6  | 15 | 30 | 54 | -24 |
|  | 14.  | O.F.A.M. Crotone      | 20 | 30 | 7  | 6  | 17 | 36 | 59 | -23 |
|  | 14.  | A.C.L.I. Paola        | 20 | 30 | 6  | 8  | 16 | 30 | 55 | -25 |
|  | 16.  | La Sportiva Cariatese | 19 | 30 | 7  | 5  | 18 | 29 | 67 | -38 |

Legenda:
      Ammesso agli spareggi promozione.
      Retrocesso in Seconda Categoria.
Regolamento:
Due punti a vittoria, uno a pareggio, zero a sconfitta.
Pari merito in caso di pari punti.
Note:
Castrovillari ha scontato 1 punto di penalizzazione in classifica per una rinuncia.
Praia ha scontato 2 punti di penalizzazione in classifica per due rinunce.

## Girone B

### Squadre partecipanti
| Squadra                | Città (provincia)                       | Stagione precedente |
| ---------------------- | --------------------------------------- | ------------------- |
| A.C. Bagnarese         | Bagnara Calabra (RC)                    |                     |
| A.S. Catona            | Reggio Calabria (Quart. Catona)         |                     |
| A.S. Cittanovese       | Cittanova (RC)                          |                     |
| C.S. Fortitudo Locrese | Locri (RC)                              |                     |
| U.S. Gioiese           | Gioia Tauro (RC)                        |                     |
| U.S. Gioiosa Jonica    | Gioiosa Jonica (RC)                     |                     |
| Juve Palmi             | Palmi (RC)                              |                     |
| A.C. Juventus Locri    | Locri (RC)                              |                     |
| U.S. Maropati          | Maropati (RC)                           |                     |
| S.S. Nuova Vibonese    | Vibo Valentia (CZ)                      |                     |
| U.S. Palmese           | Palmi (RC)                              |                     |
| U.S. Polistena         | Polistena (RC)                          |                     |
| U.S. Pro Pellaro       | Reggio Calabria (Quart. Pellaro)        |                     |
| A.S. Roccella          | Roccella Jonica (RC)                    |                     |
| A.S. Santa Caterina    | Reggio Calabria (Quart. Santa Caterina) |                     |
| U.S. Villese           | Villa San Giovanni (RC)                 |                     |

### Classifica
|  | Pos. | Squadra           | Pt | G  | V  | N | P  | GF | GS | DR  |
|  | ---- | ----------------- | -- | -- | -- | - | -- | -- | -- | --- |
|  | 1.   | Polistena         | 51 | 30 | 23 | 5 | 2  | 57 | 11 | +46 |
|  | 2.   | Palmese           | 50 | 30 | 23 | 4 | 3  | 65 | 12 | +53 |
|  | 3.   | Nuova Vibonese    | 42 | 30 | 17 | 8 | 5  | 46 | 20 | +26 |
|  | 4.   | Bagnarese         | 35 | 30 | 13 | 9 | 8  | 27 | 18 | +9  |
|  | 5.   | Gioiese (-1)      | 31 | 30 | 12 | 8 | 10 | 42 | 38 | +4  |
|  | 5.   | Juventus Locri    | 31 | 30 | 13 | 5 | 12 | 44 | 42 | +2  |
|  | 7.   | Pro Pellaro (-1)  | 30 | 30 | 12 | 7 | 11 | 43 | 36 | +7  |
|  | 8.   | Cittanovese       | 29 | 30 | 11 | 7 | 12 | 41 | 32 | +9  |
|  | 9.   | Villese           | 27 | 30 | 10 | 7 | 13 | 35 | 36 | -1  |
|  | 9.   | Roccella          | 27 | 30 | 11 | 5 | 14 | 27 | 39 | -12 |
|  | 11.  | Juve Palmi        | 26 | 30 | 12 | 2 | 16 | 32 | 43 | -11 |
|  | 11.  | Fortitudo Locrese | 26 | 30 | 10 | 6 | 14 | 30 | 44 | -14 |
|  | 13.  | Catona            | 20 | 30 | 6  | 8 | 16 | 24 | 53 | -29 |
|  | 14.  | Gioiosa Jonica    | 19 | 30 | 6  | 7 | 17 | 27 | 60 | -33 |
|  | 15.  | Santa Caterina    | 17 | 30 | 5  | 7 | 18 | 17 | 46 | -29 |
|  | 15.  | Maropati          | 17 | 30 | 6  | 5 | 19 | 33 | 69 | -36 |

Legenda:
      Ammesso agli spareggi promozione.
      Ammesso in seguito in Serie D per ripescaggio.
      Retrocesso in Seconda Categoria.
Regolamento:
Due punti a vittoria, uno a pareggio, zero a sconfitta.
Pari merito in caso di pari punti.
Note:
Gioiese e Pro Pellaro hanno scontato 1 punto di penalizzazione in classifica per una rinuncia.

## Spareggi intergirone
|                 | Risultato |                 | Luogo e data          |
| --------------- | --------- | --------------- | --------------------- |
| Morrone Cosenza | 0 - 0     | Polistena       | Cosenza, ?? ?? 1967   |
|                 |           |                 |                       |
| Polistena       | 4 - 1     | Morrone Cosenza | Polistena, ?? ?? 1967 |
|                 |           |                 |                       |

### Libri
- Annuario F.I.G.C. 1966-1967, Roma (1967) conservato presso tutti i Comitati Regionali F.I.G.C.-L.N.D., la Lega Nazionale Professionisti e la Biblioteca Nazionale Centrale di Firenze.

### Giornali
- Archivio della Gazzetta dello Sport, anni 1966 e 1967, consultabile presso le Biblioteche:
  - Biblioteca Nazionale Braidense di Milano;
  - Biblioteca Nazionale Centrale di Firenze;
  - Biblioteca Nazionale Centrale di Roma;
  - Biblioteca Civica Berio di Genova;
  - e presso Emeroteca del C.O.N.I. di Roma (non è online ma è da consultare in sede).